# Tornei di tennis maschili nel 1961
Prima della nascita della cosiddetta "Era open" del tennis, ossia l'apertura ai tennisti professionisti dei tornei che prima di quell'anno erano riservati ai tennisti dilettanti. Nel 1961 i tornei si distinguevano in pro e amatoriali: ai primi potevano partecipare solo i giocatori professionisti, mentre ai secondi potevano partecipare solo i tennisti dilettanti. Tutti i tornei più importanti erano amatoriali tra questi c'erano i tornei del Grande Slam: gli Australian Championships, gli Internazionali di Francia, il Torneo di Wimbledon e gli U.S. National Championships.

## Calendario

### Legenda
| Tornei amatoriali       |
| Tornei professionistici |

### Gennaio
| Settimana  | Torneo                                                                       | Vincitore                               | Finalista                  | Semifinalisti           | Eliminati ai quarti                                       |
| ---------- | ---------------------------------------------------------------------------- | --------------------------------------- | -------------------------- | ----------------------- | --------------------------------------------------------- |
| 3 gennaio  | Faulcombridge Trophy 1961 Valencia, Spagna Singolare - Doppio                | William Alvarez 5-7 6-4 6-0 1-6 6-3     | Warren Woodcock            |                         |                                                           |
| 3 gennaio  | Faulcombridge Trophy 1961 Valencia, Spagna Singolare - Doppio                |                                         |                            |                         |                                                           |
| 5 gennaio  | Western Australian Championships 1961 Perth, Australia Singolare - Doppio    | Mike Sangster 6-4 6-4 4-6 9-7           | Fred Stolle                |                         |                                                           |
| 5 gennaio  | Western Australian Championships 1961 Perth, Australia Singolare - Doppio    |                                         |                            |                         |                                                           |
| 8 gennaio  | Sydney Manly Seaside Championships 1961 Sydney, Australia Singolare - Doppio | Bob Mark 6-3 6-4                        | Ken Fletcher               |                         |                                                           |
| 8 gennaio  | Sydney Manly Seaside Championships 1961 Sydney, Australia Singolare - Doppio |                                         |                            |                         |                                                           |
| 9 gennaio  | Dixie Championships 1961 Tampa, USA Singolare - Doppio                       | Whitney Reed 4-6 7-5 5-7 6-2 9-7        | Gardnar Mulloy             |                         |                                                           |
| 9 gennaio  | Dixie Championships 1961 Tampa, USA Singolare - Doppio                       |                                         |                            |                         |                                                           |
| 14 gennaio | South Australian Championships 1961 Adelaide, Australia Singolare - Doppio   | Rod Laver 11-9 3-6 4-6 14-12 6-3        | Mike Sangster              | Colin Stubs Neil Gibson | Wayne Reid John Stephens Barry Phillips-Moore Bob Pearson |
| 14 gennaio | South Australian Championships 1961 Adelaide, Australia Singolare - Doppio   |                                         |                            | Colin Stubs Neil Gibson | Wayne Reid John Stephens Barry Phillips-Moore Bob Pearson |
| 14 gennaio | Northern India Championships 1961 New Delhi, India Singolare - Doppio        | Premjit Lall 6-2 3-6 141-6 6-2 6-3      | Carlos Fernandes           |                         |                                                           |
| 14 gennaio | Northern India Championships 1961 New Delhi, India Singolare - Doppio        |                                         |                            |                         |                                                           |
| 14 gennaio | Florida State Championships 1961 Orlando, USA Singolare - Doppio             | Whitney Reed 7-5 6-4 8-10 5-7 6-3       | Miguel Olvera              |                         |                                                           |
| 14 gennaio | Florida State Championships 1961 Orlando, USA Singolare - Doppio             |                                         |                            |                         |                                                           |
| 22 gennaio | Miami Invitational 1961 Miami, USA Singolare - Doppio                        | Gardnar Mulloy 3-6 4-6 6-3 6-3 6-2      | Miguel Olvera              |                         |                                                           |
| 22 gennaio | Miami Invitational 1961 Miami, USA Singolare - Doppio                        |                                         |                            |                         |                                                           |
| 29 gennaio | German Covered Court Championships 1961 Colonia, Germania Singolare - Doppio | Bobby Wilson 2-6 3-6 8-6 6-4 7-5        | Ulf Schmidt                |                         |                                                           |
| 29 gennaio | German Covered Court Championships 1961 Colonia, Germania Singolare - Doppio |                                         |                            |                         |                                                           |
| 29 gennaio | Torneo di Salisbury 1961 Salisbury, USA Singolare - Doppio                   | Dick Savitt 6-4 6-3                     | Vic Seixas                 |                         |                                                           |
| 29 gennaio | Torneo di Salisbury 1961 Salisbury, USA Singolare - Doppio                   |                                         |                            |                         |                                                           |
| 30 gennaio | Australian Championships 1961 Melbourne, Australia Singolare - Doppio        | Roy Emerson 1-6 6-3 7-5 6-4             | Rod Laver                  |                         |                                                           |
| 30 gennaio | Australian Championships 1961 Melbourne, Australia Singolare - Doppio        | Rod Laver Bob Mark 6-3 7-5 3-6 9-11 6-2 | Roy Emerson Marty Mulligan |                         |                                                           |

### Febbraio
| Settimana   | Torneo                                                                                 | Vincitore                          | Finalista       | Semifinalisti          | Eliminati ai quarti                                 |
| ----------- | -------------------------------------------------------------------------------------- | ---------------------------------- | --------------- | ---------------------- | --------------------------------------------------- |
| 5 febbraio  | Buffalo Indoor 1961 Buffalo, USA Singolare - Doppio                                    | Ron Holmberg 7-9 9-7 7-5           | Dick Savitt     |                        |                                                     |
| 5 febbraio  | Buffalo Indoor 1961 Buffalo, USA Singolare - Doppio                                    |                                    |                 |                        |                                                     |
| 5 febbraio  | Scandinavian Covered Court Championships 1961 Helsinki, Finlandia Singolare - Doppio   | Ulf Schmidt 6-4 6-3 7-9 8-6        | Bobby Wilson    |                        |                                                     |
| 5 febbraio  | Scandinavian Covered Court Championships 1961 Helsinki, Finlandia Singolare - Doppio   |                                    |                 |                        |                                                     |
| 5 febbraio  | French Covered Court Championships 1961 Parigi, Francia Singolare - Doppio             | Jorgen Ulrich 7-5 4-6 8-10 6-3 6-4 | William Knight  |                        |                                                     |
| 5 febbraio  | French Covered Court Championships 1961 Parigi, Francia Singolare - Doppio             |                                    |                 |                        |                                                     |
| 13 febbraio | Auckland International Wills 1961 Auckland, Nuova Zelanda Singolare - Doppio           | Rod Laver 4-6 6-3 6-2 3-6 7-5      | Roy Emerson     | Bob Hewitt Lew Gerrard | Ian Crookenden Bobby Wong John Pearce Robert Clarke |
| 13 febbraio | Auckland International Wills 1961 Auckland, Nuova Zelanda Singolare - Doppio           |                                    |                 | Bob Hewitt Lew Gerrard | Ian Crookenden Bobby Wong John Pearce Robert Clarke |
| 13 febbraio | US Indoors 1961 New York, USA Singolare - Doppio                                       | Dick Savitt 6-2 11-9 6-3           | Whitney Reed    |                        |                                                     |
| 13 febbraio | US Indoors 1961 New York, USA Singolare - Doppio                                       |                                    |                 |                        |                                                     |
| 18 febbraio | Philippines International Championships 1961 Manila, Filippine Singolare - Doppio      | Mike Sangster 5-7 6-3 7-5 6-4      | Johnny Jose     |                        |                                                     |
| 18 febbraio | Philippines International Championships 1961 Manila, Filippine Singolare - Doppio      |                                    |                 |                        |                                                     |
| 18 febbraio | Pittsburgh Golf Club Invitation 1961 Pittsburgh, USA Singolare - Doppio                | Ron Holmberg 6-4 6-3               | Sidney Schwartz |                        |                                                     |
| 18 febbraio | Pittsburgh Golf Club Invitation 1961 Pittsburgh, USA Singolare - Doppio                |                                    |                 |                        |                                                     |
| 18 febbraio | British Covered Court Championships 1961 Londra, Gran Bretagna Singolare - Doppio      | Tony Pickard 6-1 6-3 6-3           | Manuel Santana  |                        |                                                     |
| 18 febbraio | British Covered Court Championships 1961 Londra, Gran Bretagna Singolare - Doppio      |                                    |                 |                        |                                                     |
| 18 febbraio | Swedish Covered Court Championships 1961 Stoccolma, Svezia Singolare - Doppio          | Ulf Schmidt 6-3 6-0 6-4            | Birger Folke    |                        |                                                     |
| 18 febbraio | Swedish Covered Court Championships 1961 Stoccolma, Svezia Singolare - Doppio          |                                    |                 |                        |                                                     |
| 20 febbraio | Mexican International Championships 1961 Città del Messico, Messico Singolare - Doppio | Roy Emerson 4-6 6-4 6-4 6-2        | Rod Laver       |                        |                                                     |
| 20 febbraio | Mexican International Championships 1961 Città del Messico, Messico Singolare - Doppio |                                    |                 |                        |                                                     |
| 23 febbraio | Carlton Club Championships 1961 Cannes, Francia Singolare - Doppio                     | William Alvarez 6-0 8-6            | Antonio Maggi   |                        |                                                     |
| 23 febbraio | Carlton Club Championships 1961 Cannes, Francia Singolare - Doppio                     |                                    |                 |                        |                                                     |
| 26 febbraio | St Andrews Invitation 1961 Kingston, Giamaica Singolare - Doppio                       | Rod Laver 4-6 6-4 6-3              | Roy Emerson     |                        |                                                     |
| 26 febbraio | St Andrews Invitation 1961 Kingston, Giamaica Singolare - Doppio                       |                                    |                 |                        |                                                     |
| 26 febbraio | Santiago Championships 1961 Santiago, Cile Singolare - Doppio                          | Luis Ayala 7-5 4-6 6-1             | Orlando Sirola  |                        |                                                     |
| 26 febbraio | Santiago Championships 1961 Santiago, Cile Singolare - Doppio                          |                                    |                 |                        |                                                     |

### Marzo
| Settimana | Torneo                                                                                               | Vincitore                            | Finalista                    | Semifinalisti | Eliminati ai quarti |
| --------- | --- | ------------------------------------ | ---------------------------- | ------------- | ------------------- |
| 5 marzo   | Moscow International Indoor Championships 1961 Mosca, URSS Singolare - Doppio                        | Toomas Leius 6-2 6-3 5-7 7-5         | Alan Mills                   |               |                     |
| 5 marzo   | Moscow International Indoor Championships 1961 Mosca, URSS Singolare - Doppio                        |                                      |                              |               |                     |
| 6 marzo   | Caracas Altamira International 1961 Caracas, Venezuela Singolare - Doppio                            | Rod Laver 4-6 6-4 6-3 4-6 8-6        | Luis Ayala                   |               |                     |
| 6 marzo   | Caracas Altamira International 1961 Caracas, Venezuela Singolare - Doppio                            | Neale Fraser Roy Emerson 6-4 6-4 7-5 | Isaías Pimentel Whitney Reed |               |                     |
| 6 marzo   | Perth Championships 1961 Perth, Australia Singolare - Doppio                                         | Clive Wilderspin 2-6 5-7 7-5 6-4 6-2 | Rob Kilderry                 |               |                     |
| 6 marzo   | Perth Championships 1961 Perth, Australia Singolare - Doppio                                         |                                      |                              |               |                     |
| 12 marzo  | Colombia International 1961 Barranquilla, Colombia Singolare - Doppio                                | Manuel Santana 6-4 6-1 6-1           | Rod Laver                    |               |                     |
| 12 marzo  | Colombia International 1961 Barranquilla, Colombia Singolare - Doppio                                |                                      |                              |               |                     |
| 12 marzo  | Egyptian International Cairo Championships 1961 Il Cairo, Egitto Singolare - Doppio                  | Nicola Pietrangeli 6-3 9-7 6-3       | Neil Gibson                  |               |                     |
| 12 marzo  | Egyptian International Cairo Championships 1961 Il Cairo, Egitto Singolare - Doppio                  |                                      |                              |               |                     |
| 19 marzo  | Egyptian International Alexandria Championships 1961 Alessandria d'Egitto, Egitto Singolare - Doppio | Nicola Pietrangeli 6-4 6-4 6-3       | Barry Phillips-Moore         |               |                     |
| 19 marzo  | Egyptian International Alexandria Championships 1961 Alessandria d'Egitto, Egitto Singolare - Doppio |                                      |                              |               |                     |
| 19 marzo  | Riviera Championships 1961 Mentone, Francia Singolare - Doppio                                       | Jacques Brichant 6-4 6-2 6-2         | Antonio Maggi                |               |                     |
| 19 marzo  | Riviera Championships 1961 Mentone, Francia Singolare - Doppio                                       |                                      |                              |               |                     |
| 19 marzo  | Caribe Hilton Championships 1961 San Juan, Porto Rico Singolare - Doppio                             | Luis Ayala 5-7 6-8 6-2 9-7 6-0       | Vic Seixas                   |               |                     |
| 19 marzo  | Caribe Hilton Championships 1961 San Juan, Porto Rico Singolare - Doppio                             |                                      |                              |               |                     |
| 21 marzo  | New South Wales Hard Court Championships 1961 Grafton, Australia Singolare - Doppio                  | Bob Hewitt                           | Fred Stolle                  |               |                     |
| 21 marzo  | New South Wales Hard Court Championships 1961 Grafton, Australia Singolare - Doppio                  |                                      |                              |               |                     |
| 26 marzo  | Gallia Club Championships 1961 Cannes, Francia Singolare - Doppio                                    | Ulf Schmidt 6-4 4-6 6-4 6-0          | Giuseppe Merlo               |               |                     |
| 26 marzo  | Gallia Club Championships 1961 Cannes, Francia Singolare - Doppio                                    |                                      |                              |               |                     |
| 26 marzo  | Torneo di Murgon 1961 Murgon, Australia Singolare - Doppio                                           | Ken Fletcher 6-3 3-6 7-5             | Jim Shepherd                 |               |                     |
| 26 marzo  | Torneo di Murgon 1961 Murgon, Australia Singolare - Doppio                                           |                                      |                              |               |                     |
| 27 marzo  | Caribbean Championships 1961 Montego Bay, Giamaica Singolare - Doppio                                | Vic Seixas 6-4 6-2 10-8              | Whitney Reed                 |               |                     |
| 27 marzo  | Caribbean Championships 1961 Montego Bay, Giamaica Singolare - Doppio                                |                                      |                              |               |                     |

### Aprile
| Settimana | Torneo                                                                                    | Vincitore                           | Finalista           | Semifinalisti | Eliminati ai quarti |
| --------- | ----------------------------------------------------------------------------------------- | ----------------------------------- | ------------------- | ------------- | ------------------- |
| 3 aprile  | Western Australian Hard Court Championships 1961 Bruce Rock, Australia Singolare - Doppio | Rob Kilderry 7-5 6-4 6-2            | Strang              |               |                     |
| 3 aprile  | Western Australian Hard Court Championships 1961 Bruce Rock, Australia Singolare - Doppio |                                     |                     |               |                     |
| 3 aprile  | South African Championships 1961 Johannesburg, Sudafrica Singolare - Doppio               | Gordon Forbes 8-6 3-6 4-6 6-4 6-4   | Julian C. Mayers    |               |                     |
| 3 aprile  | South African Championships 1961 Johannesburg, Sudafrica Singolare - Doppio               |                                     |                     |               |                     |
| 3 aprile  | Good Neighbor Tournament 1961 Miami Beach, USA Singolare - Doppio                         | Roy Emerson 5-7 6-4 6-3 3-6 6-3     | Wolfgang Stuck      |               |                     |
| 3 aprile  | Good Neighbor Tournament 1961 Miami Beach, USA Singolare - Doppio                         |                                     |                     |               |                     |
| 3 aprile  | Monte Carlo Cup 1961 Monte Carlo, Monte Carlo Singolare - Doppio                          | Nicola Pietrangeli 6-4 1-6 6-3 6-3  | Pierre Darmon       |               |                     |
| 3 aprile  | Monte Carlo Cup 1961 Monte Carlo, Monte Carlo Singolare - Doppio                          |                                     |                     |               |                     |
| 3 aprile  | Central Queensland Championships 1961 Rockhampton, Australia Singolare - Doppio           | Greg Hughes 6-1 6-4                 | Ian Laver           |               |                     |
| 3 aprile  | Central Queensland Championships 1961 Rockhampton, Australia Singolare - Doppio           |                                     |                     |               |                     |
| 3 aprile  | Darling Downs Championships 1961 Toowoomba, Australia Singolare - Doppio                  | Ken Fletcher 5-7 6-3 8-6            | G. Gaydon           |               |                     |
| 3 aprile  | Darling Downs Championships 1961 Toowoomba, Australia Singolare - Doppio                  |                                     |                     |               |                     |
| 4 aprile  | Tasmanian Championships 1961 Hobart, Australia Singolare - Doppio                         | Geoff Pollard 6-4 6-1 6-1           | Brian Tobin         |               |                     |
| 4 aprile  | Tasmanian Championships 1961 Hobart, Australia Singolare - Doppio                         |                                     |                     |               |                     |
| 9 aprile  | Atlanta Invitational 1961 Atlanta, USA Singolare - Doppio                                 | Whitney Reed 6-0 6-1                | Bernard Tut Bartzen |               |                     |
| 9 aprile  | Atlanta Invitational 1961 Atlanta, USA Singolare - Doppio                                 |                                     |                     |               |                     |
| 9 aprile  | Nice Lawn Tennis Club Championships 1961 Nizza, Francia Singolare - Doppio                | Pierre Darmon 6-2 6-4 2-6 6-1       | Warren Woodcock     |               |                     |
| 9 aprile  | Nice Lawn Tennis Club Championships 1961 Nizza, Francia Singolare - Doppio                |                                     |                     |               |                     |
| 9 aprile  | Roehampton Hard Court Championships 1961 Roehampton, Gran Bretagna Singolare - Doppio     | Roger Dowdeswell 6-3 5-7 6-2        | Norman Kitovitz     |               |                     |
| 9 aprile  | Roehampton Hard Court Championships 1961 Roehampton, Gran Bretagna Singolare - Doppio     |                                     |                     |               |                     |
| 9 aprile  | Torneo di Wynnum 1961 Wynnum, Australia Singolare - Doppio                                | Owen French 3-6 6-1 6-0             | Greg Hughes         |               |                     |
| 9 aprile  | Torneo di Wynnum 1961 Wynnum, Australia Singolare - Doppio                                |                                     |                     |               |                     |
| 10 aprile | Masters Invitational 1961 Saint Petersburg, USA Singolare - Doppio                        | Roy Emerson 6-4 6-2 6-0             | Luis Ayala          |               |                     |
| 10 aprile | Masters Invitational 1961 Saint Petersburg, USA Singolare - Doppio                        |                                     |                     |               |                     |
| 15 aprile | Cumberland Hard Court Championships 1961 Hampstead, Gran Bretagna Singolare - Doppio      | Roger Becker 6-3 6-4                | Gunther Sanders     |               |                     |
| 15 aprile | Cumberland Hard Court Championships 1961 Hampstead, Gran Bretagna Singolare - Doppio      |                                     |                     |               |                     |
| 17 aprile | River Oaks International Tennis Tournament 1961 Houston, USA Singolare - Doppio           | Rod Laver 7-5 7-5 1-6 6-3           | Roy Emerson         |               |                     |
| 17 aprile | River Oaks International Tennis Tournament 1961 Houston, USA Singolare - Doppio           |                                     |                     |               |                     |
| 22 aprile | Rothmans Connaught Championships 1961 Chingford, Gran Bretagna Singolare - Doppio         | Bobby Wilson 8-6 6-1                | Alan Mills          |               |                     |
| 22 aprile | Rothmans Connaught Championships 1961 Chingford, Gran Bretagna Singolare - Doppio         |                                     |                     |               |                     |
| 22 aprile | Dallas Invitation 1961 Dallas, USA Singolare - Doppio                                     | Bernard Tut Bartzen 3-6 6-2 6-2 6-0 | Ham Richardson      |               |                     |
| 22 aprile | Dallas Invitation 1961 Dallas, USA Singolare - Doppio                                     |                                     |                     |               |                     |
| 22 aprile | Paris International Championships 1961 Parigi, Francia Singolare - Doppio                 | Pierre Darmon 4-6 6-3 6-3 6-1       | Gerard Pilet        |               |                     |
| 22 aprile | Paris International Championships 1961 Parigi, Francia Singolare - Doppio                 |                                     |                     |               |                     |
| 22 aprile | Surrey Hard Court Championships 1961 Sutton, Gran Bretagna Singolare - Doppio             | Roger Becker 8-6 6-8 6-3            | Mark Otway          |               |                     |
| 22 aprile | Surrey Hard Court Championships 1961 Sutton, Gran Bretagna Singolare - Doppio             |                                     |                     |               |                     |
| 29 aprile | British Hard Court Championships 1961 Bournemouth, Gran Bretagna Singolare - Doppio       | Roy Emerson 8-6 6-4 6-0             | Rod Laver           |               |                     |
| 29 aprile | British Hard Court Championships 1961 Bournemouth, Gran Bretagna Singolare - Doppio       |                                     |                     |               |                     |

### Maggio
| Settimana | Torneo                                                                              | Vincitore                                         | Finalista                         | Semifinalisti              | Eliminati ai quarti        |
| --------- | ----------------------------------------------------------------------------------- | ------------------------------------------------- | --------------------------------- | -------------------------- | -------------------------- |
| 1º maggio | Ojai Valley Championships 1961 Ojai, USA Singolare - Doppio                         | Luis Ayala 6-2 6-0                                | Jon Douglas                       |                            |                            |
| 1º maggio | Ojai Valley Championships 1961 Ojai, USA Singolare - Doppio                         |                                                   |                                   |                            |                            |
| 1º maggio | Torneo di Vienna 1961 Vienna, Austria Singolare - Doppio                            | Neale Fraser 4-6 6-0 7-5 2-6 6-4                  | Ulf Schmidt                       |                            |                            |
| 1º maggio | Torneo di Vienna 1961 Vienna, Austria Singolare - Doppio                            |                                                   |                                   |                            |                            |
| 3 maggio  | World Pro Championships 1961 Cleveland, USA Parquet indoor Singolare - Doppio       | Pancho Gonzales 6-3 7-5                           | Frank Sedgman                     | Andrés Gimeno Barry MacKay | Frank Parker Sam Giammalva |
| 3 maggio  | World Pro Championships 1961 Cleveland, USA Parquet indoor Singolare - Doppio       | Frank Sedgman Andrés Gimeno 7-5 7-5               | Pancho Gonzales Barry MacKay      | Andrés Gimeno Barry MacKay | Frank Parker Sam Giammalva |
| 6 maggio  | London Hard Court Championships 1961 Hurlingham, Gran Bretagna Singolare - Doppio   | Bobby Wilson 2-6 6-4 9-7                          | Alan Mills                        |                            |                            |
| 6 maggio  | London Hard Court Championships 1961 Hurlingham, Gran Bretagna Singolare - Doppio   |                                                   |                                   |                            |                            |
| 7 maggio  | Maroochy Tennis Championships 1961 Nambour, Australia Singolare - Doppio            | Neville Hay 3-6 6-4 6-4                           | Prickett                          |                            |                            |
| 7 maggio  | Maroochy Tennis Championships 1961 Nambour, Australia Singolare - Doppio            |                                                   |                                   |                            |                            |
| 8 maggio  | Campionato Partenopeo 1961 Napoli, Italia Singolare - Doppio                        | Nicola Pietrangeli 6-1 6-1 6-2                    | Jan-Erik Lundquist                |                            |                            |
| 8 maggio  | Campionato Partenopeo 1961 Napoli, Italia Singolare - Doppio                        |                                                   |                                   |                            |                            |
| 13 maggio | Guildford Hard Court Championships 1961 Guildford, Gran Bretagna Singolare - Doppio | Władysław Skonecki 6-0 6-3 6-1                    | Roger Becker                      |                            |                            |
| 13 maggio | Guildford Hard Court Championships 1961 Guildford, Gran Bretagna Singolare - Doppio |                                                   |                                   |                            |                            |
| 13 maggio | Internazionali d'Italia 1961 Roma, Italia Singolare - Doppio                        | Nicola Pietrangeli 6-8 6-1 6-1 6-2                | Rod Laver                         |                            |                            |
| 13 maggio | Internazionali d'Italia 1961 Roma, Italia Singolare - Doppio                        | Roy Emerson Neale Fraser 6-2, 6-4, 11-9           | Nicola Pietrangeli Orlando Sirola |                            |                            |
| 14 maggio | Southern California Championships 1961 Los Angeles, USA Singolare - Doppio          | Luis Ayala 9-7 3-6 3-6 7-5 8-6                    | Allen Fox                         |                            |                            |
| 14 maggio | Southern California Championships 1961 Los Angeles, USA Singolare - Doppio          |                                                   |                                   |                            |                            |
| 14 maggio | Wiesbaden Championships 1961 Wiesbaden, Germania Singolare - Doppio                 | Ramanathan Krishnan 6-1 3-6 2-6 6-3 6-1           | Wolfgang Stuck                    |                            |                            |
| 14 maggio | Wiesbaden Championships 1961 Wiesbaden, Germania Singolare - Doppio                 |                                                   |                                   |                            |                            |
| 21 maggio | German Pro Championships 1961 Bad Ems, Germania Singolare - Doppio                  | Peter Cawthorn 6-2 4-6 7-5 1-6 6-3                | Rupert Huber                      |                            |                            |
| 21 maggio | German Pro Championships 1961 Bad Ems, Germania Singolare - Doppio                  | Peter Cawthorn Gardnar Mulloy 6-4 7-9 1-6 6-3 6-1 | Beppo Pottinger F. Sehmrau        |                            |                            |
| 21 maggio | California State Championships 1961 San Francisco, USA Singolare - Doppio           | Jon Douglas 6-2 10-8 6-0                          | Jack W. Frost                     |                            |                            |
| 21 maggio | California State Championships 1961 San Francisco, USA Singolare - Doppio           |                                                   |                                   |                            |                            |
| 28 maggio | Internazionali di Francia 1961 Parigi, Francia Singolare - Doppio                   | Manuel Santana 4-6 6-1 3-6 6-0 6-2                | Nicola Pietrangeli                |                            |                            |
| 28 maggio | Internazionali di Francia 1961 Parigi, Francia Singolare - Doppio                   | Roy Emerson Rod Laver 3-6, 6-1, 6-1, 6-4          | Robert Howe Bob Mark              |                            |                            |
| 28 maggio | Torneo di Lytham St Annes 1961 Lytham St Annes, Gran Bretagna Singolare - Doppio    | Roger Taylor 6-2 6-4                              | Tony Pickard                      |                            |                            |
| 28 maggio | Torneo di Lytham St Annes 1961 Lytham St Annes, Gran Bretagna Singolare - Doppio    |                                                   |                                   |                            |                            |
| 30 maggio | Tulsa Clay Court Championships 1961 Tulsa, USA Singolare - Doppio                   | Chuck McKinley 6-0 4-6 8-6                        | Bernard Tut Bartzen               |                            |                            |
| 30 maggio | Tulsa Clay Court Championships 1961 Tulsa, USA Singolare - Doppio                   |                                                   |                                   |                            |                            |

### Giugno
| Settimana | Torneo                                                                          | Vincitore                                 | Finalista                | Semifinalisti | Eliminati ai quarti |
| --------- | ------------------------------------------------------------------------------- | ----------------------------------------- | ------------------------ | ------------- | ------------------- |
| 3 giugno  | Torneo di Wolverhampton 1961 Wolverhampton, Gran Bretagna Singolare - Doppio    | Will Coghlan 6-4 6-1                      | Roger Taylor             |               |                     |
| 3 giugno  | Torneo di Wolverhampton 1961 Wolverhampton, Gran Bretagna Singolare - Doppio    |                                           |                          |               |                     |
| 4 giugno  | Torneo Godò 1961 Barcellona, Spagna Singolare - Doppio                          | Roy Emerson 6-4 6-4 6-1                   | Manuel Santana           |               |                     |
| 4 giugno  | Torneo Godò 1961 Barcellona, Spagna Singolare - Doppio                          | Bob Hewitt Fred Stolle 2-6, 6-3, 6-4, 6-4 | Bob Mark Manuel Santana  |               |                     |
| 4 giugno  | Torneo di Cheltenham 1961 Cheltenham, Gran Bretagna Singolare - Doppio          | Keith Diepraam 2-6 6-2 6-2                | Robin F. Sanders         |               |                     |
| 4 giugno  | Torneo di Cheltenham 1961 Cheltenham, Gran Bretagna Singolare - Doppio          |                                           |                          |               |                     |
| 4 giugno  | Surrey Championships 1961 Surbiton, Gran Bretagna Singolare - Doppio            | Martin Mulligan 9-7 6-2                   | Warren Jacques           |               |                     |
| 4 giugno  | Surrey Championships 1961 Surbiton, Gran Bretagna Singolare - Doppio            |                                           |                          |               |                     |
| 10 giugno | Barnes 1961 Lowther, Gran Bretagna Singolare - Doppio                           | Adrian Bey 6-4 2-6 8-6                    | Robin F. Sanders         |               |                     |
| 10 giugno | Barnes 1961 Lowther, Gran Bretagna Singolare - Doppio                           |                                           |                          |               |                     |
| 11 giugno | Northern Championships 1961 Manchester, Gran Bretagna Singolare - Doppio        | Luis Ayala Mike Sangster titolo condiviso |                          |               |                     |
| 11 giugno | Northern Championships 1961 Manchester, Gran Bretagna Singolare - Doppio        |                                           |                          |               |                     |
| 11 giugno | Victorian Hard Court Championships 1961 Melbourne, Australia Singolare - Doppio | John Fraser 6-3 3-6 6-4                   | Paul Hearnden            |               |                     |
| 11 giugno | Victorian Hard Court Championships 1961 Melbourne, Australia Singolare - Doppio |                                           |                          |               |                     |
| 11 giugno | Norwegian International Championships 1961 Oslo, Norvegia Singolare - Doppio    | Warren Woodcock 7-5 10-8 4-6 7-5          | Jorgen Ulrich            |               |                     |
| 11 giugno | Norwegian International Championships 1961 Oslo, Norvegia Singolare - Doppio    |                                           |                          |               |                     |
| 12 giugno | Blue and Gray Invitation 1961 Montgomery, USA Singolare - Doppio                | Mike Franks 6-1 8-6 6-2                   | Billy Lenoir             |               |                     |
| 12 giugno | Blue and Gray Invitation 1961 Montgomery, USA Singolare - Doppio                |                                           |                          |               |                     |
| 17 giugno | Kent Championships 1961 Beckenham, Gran Bretagna Singolare - Doppio             | Jon Douglas 4-6 6-3 6-3                   | Lew Gerrard              |               |                     |
| 17 giugno | Kent Championships 1961 Beckenham, Gran Bretagna Singolare - Doppio             |                                           |                          |               |                     |
| 17 giugno | West of England Championships 1961 Bristol, Gran Bretagna Singolare - Doppio    | Chuck McKinley 6-3 6-2 6-4                | Bob Mark                 |               |                     |
| 17 giugno | West of England Championships 1961 Bristol, Gran Bretagna Singolare - Doppio    |                                           |                          |               |                     |
| 18 giugno | Torneo di Cooroy 1961 Cooroy, Australia Singolare - Doppio                      | Jim Shepherd 6-3 6-4                      | Raymond Moore            |               |                     |
| 18 giugno | Torneo di Cooroy 1961 Cooroy, Australia Singolare - Doppio                      |                                           |                          |               |                     |
| 23 giugno | Hanover Pro Championships 1961 Hannover, Germania Singolare - Doppio            | Mike Davies 5-7 6-1 6-4 6-1               | Kurt Nielsen             |               |                     |
| 23 giugno | Hanover Pro Championships 1961 Hannover, Germania Singolare - Doppio            | Peter Cawthorn Paul Remy 6-1 6-2          | Mike Davies Kurt Nielsen |               |                     |
| 24 giugno | Queen's Club Championships 1961 Londra, Gran Bretagna Singolare - Doppio        | Bob Hewitt 6-2 6-3                        | Chuck McKinley           |               |                     |
| 24 giugno | Queen's Club Championships 1961 Londra, Gran Bretagna Singolare - Doppio        |                                           |                          |               |                     |
| 24 giugno | Southern Championships 1961 Winston-Salem, USA Singolare - Doppio               | Bernard Tut Bartzen 6-3 6-1 6-4           | William Lenoir           |               |                     |
| 24 giugno | Southern Championships 1961 Winston-Salem, USA Singolare - Doppio               |                                           |                          |               |                     |
| 25 giugno | National Collegiate Championships 1961 Ames, USA Singolare - Doppio             | Allen Fox 6-1 6-2 6-4                     | Raymond Senkowski        |               |                     |
| 25 giugno | National Collegiate Championships 1961 Ames, USA Singolare - Doppio             |                                           |                          |               |                     |

### Luglio
| Settimana | Torneo                                                                                  | Vincitore                                    | Finalista              | Semifinalisti          | Eliminati ai quarti                                             |
| --------- | --------------------------------------------------------------------------------------- | -------------------------------------------- | ---------------------- | ---------------------- | --------------------------------------------------------------- |
| 1º luglio | Eastern Clay Court Championships 1961 Hackensack, USA Singolare - Doppio                | Arthur Ashe 6-3 2-6 6-3 4-6 6-4              | Robert Barker          |                        |                                                                 |
| 1º luglio | Eastern Clay Court Championships 1961 Hackensack, USA Singolare - Doppio                |                                              |                        |                        |                                                                 |
| 8 luglio  | Tri-State Championships 1961 Cincinnati, USA Singolare - Doppio                         | Allen Fox 3-6 8-6 6-2 6-1                    | William Lenoir         |                        |                                                                 |
| 8 luglio  | Tri-State Championships 1961 Cincinnati, USA Singolare - Doppio                         | Ramsey Earnhart Marty Riessen 7-5, 9-7       | Bill Hoogs Jim McManus |                        |                                                                 |
| 8 luglio  | Torneo di Wimbledon 1961 Londra, Gran Bretagna Singolare - Doppio                       | Rod Laver 6-3 6-1 6-4                        | Chuck McKinley         |                        |                                                                 |
| 8 luglio  | Torneo di Wimbledon 1961 Londra, Gran Bretagna Singolare - Doppio                       | Roy Emerson Neale Fraser 6-4 6-8 6-4 6-8 8-6 | Bob Hewitt Fred Stolle |                        |                                                                 |
| 16 luglio | Beerschot International 1961 Anversa, Belgio Singolare - Doppio                         | Jacques Brichant 8-6 2-6 6-3                 | Mike Sangster          |                        |                                                                 |
| 16 luglio | Beerschot International 1961 Anversa, Belgio Singolare - Doppio                         |                                              |                        |                        |                                                                 |
| 16 luglio | Swedish International Hard Court Championships 1961 Båstad, Svezia Singolare - Doppio   | Ulf Schmidt 6-3 6-4 7-5                      | Neale Fraser           |                        |                                                                 |
| 16 luglio | Swedish International Hard Court Championships 1961 Båstad, Svezia Singolare - Doppio   |                                              |                        |                        |                                                                 |
| 16 luglio | Irish Championships 1961 Dublino, Irlanda Singolare - Doppio                            | Bill Bond 6-4 6-4 5-7 11-9                   | Frank Froehling        |                        |                                                                 |
| 16 luglio | Irish Championships 1961 Dublino, Irlanda Singolare - Doppio                            |                                              |                        |                        |                                                                 |
| 16 luglio | Düsseldorf Championships 1961 Düsseldorf, Germania Singolare - Doppio                   | Ramanathan Krishnan 6-1 6-2                  | Barry Phillips-Moore   |                        |                                                                 |
| 16 luglio | Düsseldorf Championships 1961 Düsseldorf, Germania Singolare - Doppio                   |                                              |                        |                        |                                                                 |
| 16 luglio | Western Championships 1961 Milwaukee, USA Singolare - Doppio                            | Donald Dell 2-6 7-9 6-0 6-0 6-3              | Marty Riessen          |                        |                                                                 |
| 16 luglio | Western Championships 1961 Milwaukee, USA Singolare - Doppio                            |                                              |                        |                        |                                                                 |
| 16 luglio | Torneo di Venezia 1961 Venezia, Italia Singolare - Doppio                               | Manuel Santana 7-5 5-7 6-4 1-6 10-8          | Fausto Gardini         |                        |                                                                 |
| 16 luglio | Torneo di Venezia 1961 Venezia, Italia Singolare - Doppio                               |                                              |                        |                        |                                                                 |
| 22 luglio | Torneo di Hoylake & West Kirby 1961 Hoylake, Gran Bretagna Singolare - Doppio           | John Hillebrand                              |                        |                        |                                                                 |
| 22 luglio | Torneo di Hoylake & West Kirby 1961 Hoylake, Gran Bretagna Singolare - Doppio           |                                              |                        |                        |                                                                 |
| 23 luglio | Essex Championships 1961 Frinton, Gran Bretagna Singolare - Doppio                      | Lew Gerrard 6-3 3-6 4-6 6-2 6-2              | Ian Crookenden         |                        |                                                                 |
| 23 luglio | Essex Championships 1961 Frinton, Gran Bretagna Singolare - Doppio                      |                                              |                        |                        |                                                                 |
| 23 luglio | Swiss International Championships 1961 Gstaad, Svizzera Singolare - Doppio              | Roy Emerson 6-3 6-1 6-0                      | Luis Ayala             |                        |                                                                 |
| 23 luglio | Swiss International Championships 1961 Gstaad, Svizzera Singolare - Doppio              |                                              |                        |                        |                                                                 |
| 23 luglio | Welsh Championships 1961 Newport, Gran Bretagna Singolare - Doppio                      | Francis Rawstorne 6-8 6-2 6-3                | Warren Jacques         |                        |                                                                 |
| 23 luglio | Welsh Championships 1961 Newport, Gran Bretagna Singolare - Doppio                      |                                              |                        |                        |                                                                 |
| 23 luglio | U.S. Men's Clay Court Championships 1961 River Forest, USA Singolare - Doppio           | Bernard Tut Bartzen 6-1 2-6 6-2 6-0          | Donald Dell            |                        |                                                                 |
| 23 luglio | U.S. Men's Clay Court Championships 1961 River Forest, USA Singolare - Doppio           | Chuck McKinley Dennis Ralston                |                        |                        |                                                                 |
| 23 luglio | Baltimore Mid-Atlantic Grass Court Championships 1961 Baltimora, USA Singolare - Doppio | Frank Froehling                              | Ron Holmberg           |                        |                                                                 |
| 23 luglio | Baltimore Mid-Atlantic Grass Court Championships 1961 Baltimora, USA Singolare - Doppio |                                              |                        |                        |                                                                 |
| 23 luglio | Cologne International 1961 Colonia, Germania Singolare - Doppio                         | Ingo D. Buding 6-4 6-1 6-2                   | Dieter Ecklebe         |                        |                                                                 |
| 23 luglio | Cologne International 1961 Colonia, Germania Singolare - Doppio                         |                                              |                        |                        |                                                                 |
| 28 luglio | San Remo Pro Championships 1961 Sanremo, Italia Terra rossa Singolare - Doppio          | Pancho Segura 9-7 6-3                        | Andrés Gimeno          | Tony Trabert Lew Hoad  | Barry MacKay Earl Buchholz                                      |
| 28 luglio | San Remo Pro Championships 1961 Sanremo, Italia Terra rossa Singolare - Doppio          |                                              |                        | Tony Trabert Lew Hoad  | Barry MacKay Earl Buchholz                                      |
| 30 luglio | Centennial Cup 1961 Deauville, Francia Singolare - Doppio                               | Rod Laver 6-2 6-4                            | Jaroslav Drobný        |                        |                                                                 |
| 30 luglio | Centennial Cup 1961 Deauville, Francia Singolare - Doppio                               |                                              |                        |                        |                                                                 |
| 30 luglio | Pennsylvania Lawn Tennis Championship 1961 Haverford, USA Singolare - Doppio            | Jon Douglas 6-2 6-3 6-1                      | Frank Froehling        |                        |                                                                 |
| 30 luglio | Pennsylvania Lawn Tennis Championship 1961 Haverford, USA Singolare - Doppio            |                                              |                        |                        |                                                                 |
| 30 luglio | Dutch International Championships 1961 Hilversum, Paesi Bassi Singolare - Doppio        | Ramanathan Krishnan 6-2 6-3                  | Martin Mulligan        |                        |                                                                 |
| 30 luglio | Dutch International Championships 1961 Hilversum, Paesi Bassi Singolare - Doppio        |                                              |                        |                        |                                                                 |
| 30 luglio | Torneo di Wengen 1961 Wengen, Svizzera Singolare - Doppio                               | Carlos Fernandes 4-6 6-2 5-7 6-3 6-2         | Alberto Arilla         |                        |                                                                 |
| 30 luglio | Torneo di Wengen 1961 Wengen, Svizzera Singolare - Doppio                               |                                              |                        |                        |                                                                 |
| 31 luglio | Bavarian Championships 1961 Monaco di Baviera, Germania Singolare - Doppio              | Roy Emerson 6-2 6-3 6-2                      | Bob Hewitt             |                        |                                                                 |
| 31 luglio | Bavarian Championships 1961 Monaco di Baviera, Germania Singolare - Doppio              |                                              |                        |                        |                                                                 |
| 31 luglio | Viareggio Pro Championships 1961 Viareggio, Italia Terra rossa Singolare                | Pancho Segura 6-2 7-5                        | Tony Trabert           | Lew Hoad Andrés Gimeno | Rolando Del Bello Barry MacKay Marcello Del Bello Earl Buchholz |

### Agosto
| Settimana | Torneo                                                                                          | Vincitore                                | Finalista                 | Semifinalisti              | Eliminati ai quarti                              |
| --------- | ----------------------------------------------------------------------------------------------- | ---------------------------------------- | ------------------------- | -------------------------- | ------------------------------------------------ |
| 5 agosto  | Slazenger Pro Championships 1961 Eastbourne, Gran Bretagna Singolare - Doppio                   | Mike Davies 6-1 6-1 6-4                  | Peter Cawthorn            |                            |                                                  |
| 5 agosto  | Slazenger Pro Championships 1961 Eastbourne, Gran Bretagna Singolare - Doppio                   | Mike Davies Kurt Nielsen 6-2 6-2         | Peter Cawthorn Fred Perry |                            |                                                  |
| 6 agosto  | Dutch Pro Championships 1961 Noordwijk-on-sea, Paesi Bassi Singolare                            | Pancho Segura 6-3 6-3                    | Andrés Gimeno             | Lew Hoad Tony Trabert      |                                                  |
| 6 agosto  | Torneo di Ostenda 1961 Ostenda, Belgio Singolare - Doppio                                       | Ramanathan Krishnan 6-4 6-0              | Bob Hewitt                |                            |                                                  |
| 6 agosto  | Torneo di Ostenda 1961 Ostenda, Belgio Singolare - Doppio                                       |                                          |                           |                            |                                                  |
| 6 agosto  | Southampton Invitation 1961 Southampton, USA Singolare - Doppio                                 | Allen Fox 5-7 8-6 6-1 4-4 ritiro         | Bob Mark                  |                            |                                                  |
| 6 agosto  | Southampton Invitation 1961 Southampton, USA Singolare - Doppio                                 |                                          |                           |                            |                                                  |
| 7 agosto  | Torneo di Bad Neuenahr 1961 Bad Neuenahr, Germania Singolare - Doppio                           | Rod Laver 6-4 4-6 6-3                    | Luis Ayala                |                            |                                                  |
| 7 agosto  | Torneo di Bad Neuenahr 1961 Bad Neuenahr, Germania Singolare - Doppio                           |                                          |                           |                            |                                                  |
| 13 agosto | German Championships 1961 Amburgo, Germania Singolare - Doppio                                  | Rod Laver 6-2 6-8 5-7 6-1 6-2            | Luis Ayala                |                            |                                                  |
| 13 agosto | German Championships 1961 Amburgo, Germania Singolare - Doppio                                  |                                          |                           |                            |                                                  |
| 13 agosto | Belgium International Championships 1961 Knokke-le-Zoute, Belgio Singolare - Doppio             | Ramanathan Krishnan 6-3 6-3 9-7          | Ken Fletcher              |                            |                                                  |
| 13 agosto | Belgium International Championships 1961 Knokke-le-Zoute, Belgio Singolare - Doppio             |                                          |                           |                            |                                                  |
| 13 agosto | Torneo di La Baule 1961 La Baule, Francia Singolare - Doppio                                    | Barry Phillips-Moore 6-3 6-1 6-3         | Hughes                    |                            |                                                  |
| 13 agosto | Torneo di La Baule 1961 La Baule, Francia Singolare - Doppio                                    |                                          |                           |                            |                                                  |
| 13 agosto | Torneo di Llanelly 1961 Llanelly, Gran Bretagna Singolare - Doppio                              | Warren Jacques 6-4 8-6                   | John Hillebrand           |                            |                                                  |
| 13 agosto | Torneo di Llanelly 1961 Llanelly, Gran Bretagna Singolare - Doppio                              |                                          |                           |                            |                                                  |
| 13 agosto | British Pro Championships 1961 Eastbourne, Gran Bretagna Singolare - Doppio                     | George Worthington 6-1 6-1 3-6 6-3       | Bill Moss                 |                            |                                                  |
| 13 agosto | British Pro Championships 1961 Eastbourne, Gran Bretagna Singolare - Doppio                     | George Worthington Bill Moss 6-2 6-3 6-2 | G. Bradley M. Evans       |                            |                                                  |
| 13 agosto | Eastern Grass Court Championships 1961 South Orange, USA Singolare - Doppio                     | Chuck McKinley 6-3 6-4 6-2               | Frank Froehling           |                            |                                                  |
| 13 agosto | Eastern Grass Court Championships 1961 South Orange, USA Singolare - Doppio                     |                                          |                           |                            |                                                  |
| 20 agosto | Torneo di Cranleigh 1961 Cranleigh, Gran Bretagna Singolare - Doppio                            | Lew Gerrard 6-1 6-3                      | Tony Pickard              |                            |                                                  |
| 20 agosto | Torneo di Cranleigh 1961 Cranleigh, Gran Bretagna Singolare - Doppio                            |                                          |                           |                            |                                                  |
| 20 agosto | ATA Championships 1961 Hampton, USA Singolare - Doppio                                          | Arthur Ashe 6-1 6-1 6-3                  | Jenkins                   |                            |                                                  |
| 20 agosto | ATA Championships 1961 Hampton, USA Singolare - Doppio                                          |                                          |                           |                            |                                                  |
| 20 agosto | Geneva Gold Trophy 1961 Ginevra, Svizzera Terra rossa Singolare - Doppio                        | Pancho Gonzales 8-6 6-0                  | Ken Rosewall              | Tony Trabert Pancho Segura | Lew Hoad Earl Buchholz Mike Davies Andrés Gimeno |
| 20 agosto | Geneva Gold Trophy 1961 Ginevra, Svizzera Terra rossa Singolare - Doppio                        | Tony Trabert Pancho Gonzales 6-4 7-5     | Lew Hoad Ken Rosewall     | Tony Trabert Pancho Segura | Lew Hoad Earl Buchholz Mike Davies Andrés Gimeno |
| 20 agosto | Istanbul International Championships 1961 Istanbul, Turchia Singolare - Doppio                  | Bob Hewitt 6-3 6-3 9-7                   | Ken Fletcher              |                            |                                                  |
| 20 agosto | Istanbul International Championships 1961 Istanbul, Turchia Singolare - Doppio                  |                                          |                           |                            |                                                  |
| 20 agosto | Torneo di Ortisei 1961 Ortisei, Italia Singolare - Doppio                                       | Ronnie Barnes 8-6 6-1 6-3                | Giuseppe Merlo            |                            |                                                  |
| 20 agosto | Torneo di Ortisei 1961 Ortisei, Italia Singolare - Doppio                                       |                                          |                           |                            |                                                  |
| 20 agosto | Swedish National Championships 1961 Stoccolma, Svezia Singolare - Doppio                        | Jan-Erik Lundquist 6-4 12-10 0-6-1       | Ulf Schmidt               |                            |                                                  |
| 20 agosto | Swedish National Championships 1961 Stoccolma, Svezia Singolare - Doppio                        |                                          |                           |                            |                                                  |
| 22 agosto | Newport Casino Trophy 1961 Newport, USA Singolare - Doppio                                      | Bob Mark 9-7 7-9 6-3 6-1                 | Mike Sangster             |                            |                                                  |
| 22 agosto | Newport Casino Trophy 1961 Newport, USA Singolare - Doppio                                      |                                          |                           |                            |                                                  |
| 27 agosto | Torneo di Exmouth 1961 Exmouth, Gran Bretagna Singolare - Doppio                                | Alan Mills 8-6 4-6 6-1                   | Tony Pickard              |                            |                                                  |
| 27 agosto | Torneo di Exmouth 1961 Exmouth, Gran Bretagna Singolare - Doppio                                |                                          |                           |                            |                                                  |
| 27 agosto | Moscow International 1961 Mosca, URSS Singolare - Doppio                                        | Patricio Rodríguez 0-6 5-7 6-3 6-4 6-4   | Toomas Leius              |                            |                                                  |
| 27 agosto | Moscow International 1961 Mosca, URSS Singolare - Doppio                                        |                                          |                           |                            |                                                  |
| 27 agosto | Austrian International Championships 1961 Pörtschach am Wörther See, Austria Singolare - Doppio | Roy Emerson 6-3 6-3 3-6 0-6 6-2          | Rod Laver                 |                            |                                                  |
| 27 agosto | Austrian International Championships 1961 Pörtschach am Wörther See, Austria Singolare - Doppio |                                          |                           |                            |                                                  |

### Settembre
| Settimana    | Torneo                                                                                       | Vincitore                                       | Finalista                    | Semifinalisti                 | Eliminati ai quarti                                   |
| ------------ | -------------------------------------------------------------------------------------------- | ----------------------------------------------- | ---------------------------- | ----------------------------- | ----------------------------------------------------- |
| 2 settembre  | Torneo di Budleigh Salterton 1961 Budleigh Salterton, Gran Bretagna Singolare - Doppio       | Tony Pickard 2-6 6-1 6-2                        | Alan Mills                   |                               |                                                       |
| 2 settembre  | Torneo di Budleigh Salterton 1961 Budleigh Salterton, Gran Bretagna Singolare - Doppio       |                                                 |                              |                               |                                                       |
| 2 settembre  | Torneo di Graz 1961 Graz, Austria Singolare - Doppio                                         | Luis Ayala 6-0 6-2 6-3                          | Robert Howe                  |                               |                                                       |
| 2 settembre  | Torneo di Graz 1961 Graz, Austria Singolare - Doppio                                         |                                                 |                              |                               |                                                       |
| 10 settembre | French Closed Championships 1961 Cannes, Francia Singolare - Doppio                          | Jean-Noël Grinda 9-11 7-5 6-0 6-3               | Warren Woodcock              |                               |                                                       |
| 10 settembre | French Closed Championships 1961 Cannes, Francia Singolare - Doppio                          |                                                 |                              |                               |                                                       |
| 10 settembre | Torneo di Linz 1961 Linz, Austria Singolare - Doppio                                         | Franz Saiko 3-6 5-7 9-7 6-1 6-4                 | Roy Emerson                  |                               |                                                       |
| 10 settembre | Torneo di Linz 1961 Linz, Austria Singolare - Doppio                                         |                                                 |                              |                               |                                                       |
| 10 settembre | U.S. National Championships 1961 New York, USA Singolare - Doppio                            | Roy Emerson 7-5 6-3 6-2                         | Rod Laver                    |                               |                                                       |
| 10 settembre | U.S. National Championships 1961 New York, USA Singolare - Doppio                            | Chuck McKinley Dennis Ralston 6-3 6-4 2-6 13-11 | Rafael Osuna Antonio Palafox |                               |                                                       |
| 10 settembre | Torneo di Baden-Baden 1961 Baden Baden, Germania Singolare - Doppio                          | Manuel Santana 10-8 4-6 6-4 6-3                 | Luis Ayala                   |                               |                                                       |
| 10 settembre | Torneo di Baden-Baden 1961 Baden Baden, Germania Singolare - Doppio                          |                                                 |                              |                               |                                                       |
| 17 settembre | Bilbao International 1961 Bilbao, Spagna Singolare - Doppio                                  | Manuel Santana 6-0 9-7 3-6 6-0                  | Barry Phillips-Moore         |                               |                                                       |
| 17 settembre | Bilbao International 1961 Bilbao, Spagna Singolare - Doppio                                  |                                                 |                              |                               |                                                       |
| 17 settembre | Sydney Metropolitan Hard Court Championships 1961 Sydney, Australia Singolare - Doppio       | Max Anderson 5-7 6-2 6-4                        | Ross Sherriff                |                               |                                                       |
| 17 settembre | Sydney Metropolitan Hard Court Championships 1961 Sydney, Australia Singolare - Doppio       |                                                 |                              |                               |                                                       |
| 17 settembre | Canadian Championships 1961 Toronto, Canada Singolare - Doppio                               | Whitney Reed 3-6 6-0 6-4 6-2                    | Mike Sangster                |                               |                                                       |
| 17 settembre | Canadian Championships 1961 Toronto, Canada Singolare - Doppio                               | Whitney Reed Mike Sangster                      |                              |                               |                                                       |
| 17 settembre | Tuscaloosa Grass Court Invitation 1961 Tuscaloosa, USA Singolare - Doppio                    | Chuck McKinley 6-4 6-4                          | Bob Mark                     |                               |                                                       |
| 17 settembre | Tuscaloosa Grass Court Invitation 1961 Tuscaloosa, USA Singolare - Doppio                    |                                                 |                              |                               |                                                       |
| 17 settembre | French Pro Championships 1961 Parigi, Francia Terra rossa Singolare - Doppio                 | Ken Rosewall 2-6 6-4 6-3 8-6                    | Pancho Gonzales              | Tony Trabert Pancho Segura    | Barry MacKay Andrés Gimeno Luis Ayala Ashley Cooper   |
| 17 settembre | French Pro Championships 1961 Parigi, Francia Terra rossa Singolare - Doppio                 | Lew Hoad Ken Rosewall 6-4 6-4                   | Pancho Gonzales Tony Trabert | Tony Trabert Pancho Segura    | Barry MacKay Andrés Gimeno Luis Ayala Ashley Cooper   |
| 23 settembre | London Pro Indoor Championships 1961 Londra, Gran Bretagna Parquet indoor Singolare - Doppio | Ken Rosewall 6-3 3-6 6-2 6-3                    | Lew Hoad                     | Pancho Segura Pancho Gonzales | Ashley Cooper Barry MacKay Tony Trabert Andrés Gimeno |
| 23 settembre | London Pro Indoor Championships 1961 Londra, Gran Bretagna Parquet indoor Singolare - Doppio | Ken Rosewall Lew Hoad 3-6 6-4 6-3 8-6           | Pancho Segura Alex Olmedo    | Pancho Segura Pancho Gonzales | Ashley Cooper Barry MacKay Tony Trabert Andrés Gimeno |
| 24 settembre | Swiss Closed Pro Championships 1961 Thun, Svizzera Singolare - Doppio                        | E. Balestra 6-3 7-5 6-4                         | Leupi                        |                               |                                                       |
| 24 settembre | Swiss Closed Pro Championships 1961 Thun, Svizzera Singolare - Doppio                        | Leupi H. Hurlimann 6-1 6-2 3-6 6-4              | C. Ferrez Krahenbuhl         |                               |                                                       |
| 25 settembre | Pacific Southwest Championships 1961 Los Angeles, USA Singolare - Doppio                     | Jon Douglas 6-2 1-6 6-2                         | Roy Emerson                  |                               |                                                       |
| 25 settembre | Pacific Southwest Championships 1961 Los Angeles, USA Singolare - Doppio                     |                                                 |                              |                               |                                                       |

### Ottobre
| Settimana  | Torneo                                                                                   | Vincitore                              | Finalista                         | Semifinalisti               | Eliminati ai quarti                                    |
| ---------- | ---------------------------------------------------------------------------------------- | -------------------------------------- | --------------------------------- | --------------------------- | ------------------------------------------------------ |
| 1º ottobre | Spanish Championships 1961 Barcellona, Spagna Singolare - Doppio                         | Jan-Erik Lundquist 6-3 6-4 6-3         | Joaquín Reyes                     |                             |                                                        |
| 1º ottobre | Spanish Championships 1961 Barcellona, Spagna Singolare - Doppio                         |                                        |                                   |                             |                                                        |
| 1º ottobre | Pacific Coast Championships 1961 Berkeley, USA Singolare - Doppio                        | Gustavo Palafox 7-5 6-3                | Jim McManus                       |                             |                                                        |
| 1º ottobre | Pacific Coast Championships 1961 Berkeley, USA Singolare - Doppio                        | Non disputato                          |                                   |                             |                                                        |
| 2 ottobre  | Scandinavian Pro Indoor Championships 1961 Copenaghen, Danimarca Singolare - Doppio      | Pancho Gonzales 4-6 7-5 8-6 7-5        | Alex Olmedo                       | Andrés Gimeno Earl Buchholz | Ken Rosewall Tony Trabert Mike Davies Lew Hoad         |
| 2 ottobre  | Scandinavian Pro Indoor Championships 1961 Copenaghen, Danimarca Singolare - Doppio      | Pancho Gonzales Tony Trabert 6-4 6-3   | Ashley Cooper Malcolm J. Anderson | Andrés Gimeno Earl Buchholz | Ken Rosewall Tony Trabert Mike Davies Lew Hoad         |
| 2 ottobre  | ACT Championships 1961 Canberra, Australia Singolare - Doppio                            | Bob Hewitt 6-0 1-6 6-2                 | John Newcombe                     |                             |                                                        |
| 2 ottobre  | ACT Championships 1961 Canberra, Australia Singolare - Doppio                            |                                        |                                   |                             |                                                        |
| 7 ottobre  | Southern Pro Championships 1961 Jacksonville, USA Singolare - Doppio                     | Jack Arkinstall 6-3 6-0                | Don Budge                         |                             |                                                        |
| 7 ottobre  | Southern Pro Championships 1961 Jacksonville, USA Singolare - Doppio                     | Jack Arkinstall D. Sullivan walkover   | Don Budge Armando Vieira          |                             |                                                        |
| 7 ottobre  | Milan Pro Championships 1961 Milano, Italia Terra rossa Singolare - Doppio               | Pancho Gonzales 6-3 6-2                | Ashley Cooper                     | Andrés Gimeno Barry MacKay  | Tony Trabert Lew Hoad Malcolm J. Anderson Ken Rosewall |
| 7 ottobre  | Milan Pro Championships 1961 Milano, Italia Terra rossa Singolare - Doppio               | Alex Olmedo Pancho Segura 2-6 10-8 7-5 | Ashley Cooper Malcolm J. Anderson | Andrés Gimeno Barry MacKay  | Tony Trabert Lew Hoad Malcolm J. Anderson Ken Rosewall |
| 9 ottobre  | Glen Iris Invitational 1961 Melbourne, Australia Singolare - Doppio                      | John Fraser 2-6 6-4 7-5                | Brian Tobin                       |                             |                                                        |
| 9 ottobre  | Glen Iris Invitational 1961 Melbourne, Australia Singolare - Doppio                      |                                        |                                   |                             |                                                        |
| 15 ottobre | Sydney Metropolitan Grass Court Championships 1961 Sydney, Australia Singolare - Doppio  | Rod Laver 1-6 6-2 6-3                  | Bob Hewitt                        |                             |                                                        |
| 15 ottobre | Sydney Metropolitan Grass Court Championships 1961 Sydney, Australia Singolare - Doppio  |                                        |                                   |                             |                                                        |
| 20 ottobre | Austrian Pro Indoor Championships 1961 Vienna, Austria Parquet indoor Singolare - Doppio | Pancho Gonzales 6-2 6-4 6-4            | Barry MacKay                      | Ashley Cooper Ken Rosewall  | Alex Olmedo Andrés Gimeno Lew Hoad Earl Buchholz       |
| 20 ottobre | Austrian Pro Indoor Championships 1961 Vienna, Austria Parquet indoor Singolare - Doppio | Ken Rosewall Lew Hoad 6-3 6-3 2-6 8-6  | Pancho Gonzales Tony Trabert      | Ashley Cooper Ken Rosewall  | Alex Olmedo Andrés Gimeno Lew Hoad Earl Buchholz       |
| 23 ottobre | Australian Hard Court Championships 1961 Sydney, Australia Singolare - Doppio            | Bob Hewitt 6-4 6-2 5-7 6-3             | Rod Laver                         |                             |                                                        |
| 23 ottobre | Australian Hard Court Championships 1961 Sydney, Australia Singolare - Doppio            |                                        |                                   |                             |                                                        |
| 24 ottobre | Moroccan International Championships 1961 Casablanca, Marocco Singolare - Doppio         | Wilhelm Bungert 7-5 2-6 6-3 3-6 6-2    | Boro Jovanović                    |                             |                                                        |
| 24 ottobre | Moroccan International Championships 1961 Casablanca, Marocco Singolare - Doppio         |                                        |                                   |                             |                                                        |
| 24 ottobre | Portuguese International Championships 1961 Cascais, Portogallo Singolare - Doppio       | Manuel Santana 6-0 6-2 6-2             | William Knight                    |                             |                                                        |
| 24 ottobre | Portuguese International Championships 1961 Cascais, Portogallo Singolare - Doppio       |                                        |                                   |                             |                                                        |
| 30 ottobre | Queensland Hard Court Championships 1961 Gladstone, Australia Singolare - Doppio         | Rod Laver 7-5 6-3                      | Roy Emerson                       |                             |                                                        |
| 30 ottobre | Queensland Hard Court Championships 1961 Gladstone, Australia Singolare - Doppio         | Rod Laver Roy Emerson 6-3 6-4          | Fred Stolle Neale Fraser          |                             |                                                        |

### Novembre
| Settimana   | Torneo                                                                                       | Vincitore                           | Finalista        | Semifinalisti | Eliminati ai quarti |
| ----------- | -------------------------------------------------------------------------------------------- | ----------------------------------- | ---------------- | ------------- | ------------------- |
| novembre    | Charlie Farrell Invitation 1961 Palm Springs, USA Singolare - Doppio                         | Allen Fox 6-3 10-8                  | Charlie Pasarell |               |                     |
| novembre    | Charlie Farrell Invitation 1961 Palm Springs, USA Singolare - Doppio                         |                                     |                  |               |                     |
| 5 novembre  | Chile International Championships 1961 Santiago, Cile Singolare - Doppio                     | Pierre Darmon 6-2 6-1 6-4           | Whitney Reed     |               |                     |
| 5 novembre  | Chile International Championships 1961 Santiago, Cile Singolare - Doppio                     |                                     |                  |               |                     |
| 11 novembre | Queensland Championships 1961 Brisbane, Australia Singolare - Doppio                         | Rod Laver 4-6 4-6 6-0 8-6 6-3       | Roy Emerson      |               |                     |
| 11 novembre | Queensland Championships 1961 Brisbane, Australia Singolare - Doppio                         |                                     |                  |               |                     |
| 12 novembre | Florida Closed Championships 1961 Delray Beach, USA Singolare - Doppio                       | Gardnar Mulloy 6-2 6-2              | Michael Belkin   |               |                     |
| 12 novembre | Florida Closed Championships 1961 Delray Beach, USA Singolare - Doppio                       |                                     |                  |               |                     |
| 12 novembre | Perth Spring Tournament 1961 Perth, Australia Singolare - Doppio                             | Brian C. Bowman 2-6 7-5 6-3 4-6 6-4 | Clive Wilderspin |               |                     |
| 12 novembre | Perth Spring Tournament 1961 Perth, Australia Singolare - Doppio                             |                                     |                  |               |                     |
| 12 novembre | Sao Paulo Invitation 1961 San Paolo, Brasile Singolare - Doppio                              | Nicola Pietrangeli 7-5 4-6 6-2 6-2  | Edison Mandarino |               |                     |
| 12 novembre | Sao Paulo Invitation 1961 San Paolo, Brasile Singolare - Doppio                              |                                     |                  |               |                     |
| 12 novembre | Palace Hotel Covered Court Championships 1961 Torquay, Gran Bretagna Singolare - Doppio      | Jaroslav Drobný 6-2 3-6 6-4         | Mike Sangster    |               |                     |
| 12 novembre | Palace Hotel Covered Court Championships 1961 Torquay, Gran Bretagna Singolare - Doppio      |                                     |                  |               |                     |
| 19 novembre | Western Province Pro Championships 1961 Città del Capo, Sudafrica Cemento Singolare - Doppio | Tony Trabert 6-4 6-4                | Ken Rosewall     |               |                     |
| 19 novembre | Western Province Pro Championships 1961 Città del Capo, Sudafrica Cemento Singolare - Doppio |                                     |                  |               |                     |
| 25 novembre | South Australian Championships 1961 Adelaide, Australia Singolare - Doppio                   | Roy Emerson 3-6 6-2 6-3 6-2         | Neale Fraser     |               |                     |
| 25 novembre | South Australian Championships 1961 Adelaide, Australia Singolare - Doppio                   |                                     |                  |               |                     |

### Dicembre
| Settimana   | Torneo                                                                           | Vincitore                                      | Finalista                              | Semifinalisti               | Eliminati ai quarti                             |
| ----------- | -------------------------------------------------------------------------------- | ---------------------------------------------- | -------------------------------------- | --------------------------- | ----------------------------------------------- |
| 3 dicembre  | Florida Pro Championships 1961 Hollywood, USA Singolare - Doppio                 | Alan Quay 6-3 7-5                              | Jerry De Witts                         |                             |                                                 |
| 3 dicembre  | Florida Pro Championships 1961 Hollywood, USA Singolare - Doppio                 | Robert Stubbs Jr Mitchell Gornto 6-3 5-7 6-4   | George Pero Albert Harum               |                             |                                                 |
| 3 dicembre  | New South Wales Pro Championships 1961 Sydney, Australia Erba Singolare - Doppio | Ken Rosewall 6-4 6-3 6-1                       | Earl Buchholz                          | Ashley Cooper Andrés Gimeno | Frank Sedgman Mervyn Rose Tony Trabert Lew Hoad |
| 3 dicembre  | New South Wales Pro Championships 1961 Sydney, Australia Erba Singolare - Doppio | Tony Trabert Frank Sedgman 6-8 4-6 6-3 8-6 6-2 | Ken Rosewall Lew Hoad                  | Ashley Cooper Andrés Gimeno | Frank Sedgman Mervyn Rose Tony Trabert Lew Hoad |
| 4 dicembre  | Western Australian Championships 1961 Perth, Australia Singolare - Doppio        | Roy Emerson 6-2 6-0 6-2                        | Neale Fraser                           |                             |                                                 |
| 4 dicembre  | Western Australian Championships 1961 Perth, Australia Singolare - Doppio        |                                                |                                        |                             |                                                 |
| 9 dicembre  | Victorian Championships 1961 Melbourne, Australia Singolare - Doppio             | Rod Laver 4-6 8-6 9-7 6-3                      | Roy Emerson                            |                             |                                                 |
| 9 dicembre  | Victorian Championships 1961 Melbourne, Australia Singolare - Doppio             |                                                |                                        |                             |                                                 |
| 10 dicembre | US Hard Court Championships 1961 La Jolla, USA Singolare - Doppio                | Allen Fox 6-4 6-1 1-6 6-3                      | Jon Douglas                            |                             |                                                 |
| 10 dicembre | US Hard Court Championships 1961 La Jolla, USA Singolare - Doppio                |                                                |                                        |                             |                                                 |
| 24 dicembre | Customs Championships 1961 Karachi, Pakistan Singolare - Doppio                  | Ramanathan Krishnan 4-6 6-2 6-4                | Warren Jacques                         |                             |                                                 |
| 24 dicembre | Customs Championships 1961 Karachi, Pakistan Singolare - Doppio                  |                                                |                                        |                             |                                                 |
| 25 dicembre | New South Wales Championships 1961 Sydney, Australia Erba Singolare - Doppio     | Rod Laver 8-6 6-3 3-6 4-6 6-4                  | Roy Emerson                            |                             |                                                 |
| 25 dicembre | New South Wales Championships 1961 Sydney, Australia Erba Singolare - Doppio     | Rod Laver Roy Emerson 6-2 3-6?-6 6-2           | Fred Stolle Robert Anthony John Hewitt |                             |                                                 |
| 29 dicembre | Royal South Yarra Tournament 1961 Melbourne, Australia Singolare - Doppio        | Will Coghlan 6-4 6-2                           | G. Collins                             |                             |                                                 |
| 29 dicembre | Royal South Yarra Tournament 1961 Melbourne, Australia Singolare - Doppio        |                                                |                                        |                             |                                                 |
| 31 dicembre | Sugar Bowl Invitation 1961 New Orleans, USA Singolare - Doppio                   | Bernard Tut Bartzen 6-0 6-2 5-7 6-3            | Carlos Fernandes                       |                             |                                                 |
| 31 dicembre | Sugar Bowl Invitation 1961 New Orleans, USA Singolare - Doppio                   |                                                |                                        |                             |                                                 |

## Pro tour
Nel corso dell'anno si giocarono diversi tornei che facevano parte dei pro tour: un insieme di tornei composti da pochi partecipanti: da 2, 4 o 6 giocatori in cui i migliori tennisti si sfidavano in scontri diretti in varie località. Il vincitore del tour era il tennista che aveva un vantaggio nei testa a testa con gli altri giocatori.
| Data                            | Località                            | Nome del tour            | Partecipanti |
| ------------------------------- | ----------------------------------- | ------------------------ | --- |
| 30 dicembre 1960 28 maggio 1961 | Nuova Zelanda, Europa e Stati Uniti | World Pro Tour 1961      | Round Robin: 1) Pancho Gonzales 33–14 2) Andrés Gimeno 27–20 3) Lew Hoad 24–23 4) Barry MacKay 22–25 5) Alex Olmedo 18–29 6) Butch Buchholz 16–31 Finali: 1) Pancho Gonzales 21–7 2) Andrés Gimeno 7–21 3) Frank Sedgman 15–13 4) Barry MacKay 13–15 |
| aprile 1961                     | Sudamerica                          | Sudamerica Pro Tour 1961 | 1) Pancho Segura 18-5 2) Alex Olmedo 13-11 3) Ashley Cooper 12-12 4) Earl Buchholz 5-20 |
| luglio 1961                     | Unione Sovietica                    | USSR Pro Tour 1961       | 1) Tony Trabert 4-1 2) Butch Buchholz 2-0 3) Pancho Segura 2-2 4) Lew Hoad 2-3 4) Barry MacKay 2-3 6) Kurt Nielsen 0-3 |